# Sang Kancil
Le cycle de Sang Kancil est une série de comptines qui se retrouve dans l'ensemble du monde malais. Ce cycle folklorique raconte les aventures de Sang Kancil, un Chevrotain malais malicieux et rusé, qui berne de nombreux animaux plus puissants. 
Il est comparé par Romain Bertrand au Roman de Renart ou aux Fables de La Fontaine.
Le plus ancien manuscrit du cycle de Sang Kancil, Les Curieuses Chroniques de Chevrotain, est conservé à la bibliothèque nationale de France. Il est daté entre 1630 et 1635. Une traduction française du cycle de Sang Kancil est réalisée par Georges Voisset en 2012 avec le titre Contes Sauvages : Les Très Curieuses Histoires de Kancil, Le Petit Chevrotain.